# Deveta Vlada Republike Hrvatske
Deveta Vlada Republike Hrvatske saziv je Vlade Republike Hrvatske u razdoblju od 23. prosinca 2003. do 12. siječnja 2008. Predsjednik Vlade bio je Ivo Sanader. 

## Sastav
| Ime i prezime                    | Funkcija                                                        | Vrijeme obnašanja dužnosti                  |
| -------------------------------- | --------------------------------------------------------------- | ------------------------------------------- |
| Ivo Sanader                      | predsjednik                                                     | od 23. prosinca 2003. do 12. siječnja 2008. |
| Jadranka Kosor                   | potpredsjednica                                                 | od 23. prosinca 2003. do 12. siječnja 2008. |
| Jadranka Kosor                   | ministrica obitelji, branitelja i međugeneracijske solidarnosti | od 23. prosinca 2003. do 12. siječnja 2008. |
| Damir Polančec                   | potpredsjednik                                                  | od 17. veljače 2005. do 12. siječnja 2008.  |
| prof. dr. sc. Andrija Hebrang    | potpredsjednik                                                  | od 23. prosinca 2003. do 15. veljače 2005.  |
| prof. dr. sc. Andrija Hebrang    | ministar zdravstva i socijalne skrbi                            | od 23. prosinca 2003. do 15. veljače 2005.  |
| Ivan Šuker                       | ministar financija                                              | od 23. prosinca 2003. do 12. siječnja 2008. |
| Branko Vukelić                   | ministar gospodarstva, rada i poduzetništva                     | od 23. prosinca 2003. do 12. siječnja 2008. |
| mr. sc. Božo Biškupić            | ministar kulture                                                | od 23. prosinca 2003. do 12. siječnja 2008. |
| Božidar Kalmeta                  | ministar mora, turizma, prometa i razvitka                      | od 23. prosinca 2003. do 12. siječnja 2008. |
| Berislav Rončević                | ministar obrane                                                 | od 23. prosinca 2003. do 12. siječnja 2008. |
| Petar Čobanković                 | ministar poljoprivrede, šumarstva i vodnog gospodarstva         | od 23. prosinca 2003. do 12. siječnja 2008. |
| Ivica Kirin                      | ministar unutarnjih poslova                                     | od 12. srpnja 2005. do 2. siječnja 2008.    |
| Marijan Mlinarić                 | ministar unutarnjih poslova                                     | od 23. prosinca 2003. do 12. srpnja 2005.   |
| dr. sc. Miomir Žužul             | ministar vanjskih poslova                                       | od 23. prosinca 2003. do 16. veljače 2005.  |
| dr. sc. Neven Ljubičić           | ministar zdravstva i socijalne skrbi                            | od 16. veljače 2005. do 12. siječnja 2008.  |
| dr. sc. Dragan Primorac          | ministar znanosti, obrazovanja i športa                         | od 23. prosinca 2003. do 12. siječnja 2008. |
| mr. sc. Kolinda Grabar-Kitarović | ministrica europskih integracija                                | od 23. prosinca 2003. do 16. veljače 2005.  |
| mr. sc. Kolinda Grabar-Kitarović | ministrica vanjskih poslova i europskih integracija             | od 16. veljače 2005. do 12. siječnja 2008.  |
| Ana Lovrin                       | ministrica pravosuđa                                            | od 9. veljače 2006. do 12. siječnja 2008.   |
| Vesna Škare Ožbolt               | ministrica pravosuđa                                            | od 23. prosinca 2003. do 9. veljače 2006.   |
| Marina Matulović-Dropulić        | ministrica zaštite okoliša, prostornog uređenja i graditeljstva | od 23. prosinca 2003. do 12. siječnja 2008. |
| Jagoda Premužić                  | tajnica Vlade                                                   | od 23. prosinca 2003. do 12. siječnja 2008. |

## Poveznice
- Vlada Republike Hrvatske
- Popis hrvatskih predsjednika Vlade
- Predsjednik Vlade Republike Hrvatske

## Vanjske poveznice
- Kronologije Vlade RH  Arhivirana inačica izvorne stranice od 1. srpnja 2007. (Wayback Machine)
- Vlada RH